# Ebenia trichopoda
Ebenia trichopoda är en tvåvingeart som först beskrevs av Wulp 1891.  Ebenia trichopoda ingår i släktet Ebenia och familjen parasitflugor. Inga underarter finns listade i Catalogue of Life.